# David Brooks
David Robert Brooks (Warrington, 1997. július 8. –) angol születésű walesi válogatott labdarúgó, a Bournemouth játékosa, de kölcsönben a Southampton színeiben szerepel.

## Pályafutása

### Klubcsapatokban
A Manchester City akadémiájáról került a Sheffield United csapatához, ahol 2015 márciusában profi szerződést írt alá. Augusztus 29-én egy hónapra kölcsönbe került a Halifax Town csapatához. A szerződés lejárta előtt további egy hónappal meghosszabbították. 2016. augusztus 30-án mutatkozott be Matt Done cseréjeként a Leicester City U23-as csapata elleni ligakupa-mérkőzésen a Sheffield színeiben. 2017. október 27-én megszerezte első gólját a Leeds United ellen.
2018 júliusában 11,5 millió fontért csatlakozott a Bournemouth csapatához és négy évre írt alá. Augusztus 11-én debütált a bajnokságban a Cardiff City ellen. Október 1-jén első bajnoki találatát jegyezte fel a Crystal Palace ellen 2–1-re megnyert találkozón. december 22-én duplázott a Brighton & Hove Albion ellen. 2019 márciusában meghosszabbította a szerződését. A 2019–20-as szezon előtt bokasérülést szenvedett.

### A válogatottban
Többszörös korosztályos válogatott angol és walesi színekben.
2017. szeptember 28-án meghívott kapott a felnőtt válogatottba, de pályára végül nem lépett. November 10-én Franciaország elleni barátságos mérkőzésen mutatkozott be. 2019. június 8-án megszerezte első válogatott gólját Horvátország elleni 2020-as labdarúgó-Európa-bajnokság selejtező mérkőzésén. 2021 májusában bekerült a 2020-as labdarúgó-Európa-bajnokságon résztvevő keretbe.

## Sikerei, díjai
- Az év legjobb walesi labdarúgója: 2018[22]